# Костур (областна единица)
Вижте пояснителната страница за други значения на Костур.
Костур (на гръцки: Περιφερειακή Ενότητα Καστοριάς), Перефериаки Енотита Касторияс) е областна единица в област Западна Македония, Гърция. Разположена е в северозападната част на Егейска Македония и се състои от три дема Костур, Нестрам (Несторио) и Хрупища. Центърът му е град Костур.
До 2011 година областната единица е ном (Νομός Καστοριάς, Номос Касторияс) в Западна Македония с 12 деми и 3 общини.

## География
Областната единица Костур граничи с областните единици Лерин на север, Кожани на изток и на юг, Гревена на юг, Янина на югозапад и с албанския окръг Девол на запад.
Районът на Костур е предимно планински с изразен континентален климат, характеризиращ се със студени зими и топли лета.
В центъра на областната единица е Костурската котловина с красивото Костурско езеро (Орестиада), на което е разположен и номовият център град Костур. От северозапад котловината е затворена от планината Орлово или Малимади отделяща Костурско от областта Девол в Албания и гръцката част на Мала Преспа – Дем Преспа. На североизток е Нередската планина или Вич (Вици или Верно), отделяща Костурско от Леринското поле. На изток планината Мурик е границата с Кайлярското поле, а на запад планината Грамос – най-северното разклонение на Пинд и на югозапад планината Горуша (Войо) отделят Костурско и изобщо Македония от Епир и областта Колония в Албания. На юг котловината е сравнително отворена по долината на Гърция към Гревенско.
Географската граница между Македония и Епир не съвпада точно с административната граница на нома и няколко села от Дем Нестрам, както и цялата Община Аренес, в долината на Сарандапорос, които географски принадлежат към Епир се водят административно към Ном Костур.
Основните реки, които отводняват Костурско са Бистрица (Алиакмонас) и големият ѝ западен приток Белица. В Гърция Белица се смята за начало на Алиакмонас.
В Костурско има четири ясно обособени историкогеографски области – Кореща, Костенария, Пополе и Нестрамско.
Основната пътна артерия е GR-15, вървящ в направление север-юг и свързващ Костур с Лерин на север и с магистралата Егнатия Одос на юг.

## Деми и общини
| Дем                        | Статистически код | Център                     | Пощенски код | Телефонен код  | № на картата |
| -------------------------- | ----------------- | -------------------------- | ------------ | -------------- | ------------ |
| Акритес                    | 2503              | Ревани (Акритес)           | 520 58       | 24670 – 91     | 4            |
| Вич (Вици)                 | 2506              | Тихолища (Тихио)           | 520 59       | 24670 – 72     | 6            |
| Йон Драгумис               | 2508              | Богатско (Вогацико)        | 520 53       | 24670 – 95     | 7            |
| Клисура                    | 2511              | Клисура                    | 520 54       | 24670 – 94     | 8            |
| Кореща (Корестия)          | 2512              | Нови Габреш (Неос Икисмос) | 520 55       | 24670 – 84     | 9            |
| Костур (Кастория)          | 2509              | Костур (Кастория)          | 521 00       | 24670 – 2 до 3 | 1            |
| Македни                    | 2513              | Маврово (Маврохори)        | 520 56       | 24670 – 74     | 10           |
| Нестрам (Несторио)         | 2514              | Нестрам (Несторио)         | 520 51       | 24670 – 31     | 11           |
| Света Троица (Агия Триада) | 2501              | Маняк (Маняки)             | 521 00       | 24670 – 81     | 2            |
| Свети Врач (Агии Анаргири) | 2502              | Горенци (Корисос)          | 520 52       | 24670 – 51     | 3            |
| Хрупища (Аргос Орестико)   | 2515              | Хрупища (Аргос Орестико)   | 522 00       | 24670 – 2      | 12           |
| Четирок (Месопотамия)      | 2504              | Четирок (Месопотамия)      | 520 50       | 24670 – 61     | 5            |
| Община                     | Статистически код | Център                     | Пощенски код | Телефонен код  | № на картата |
| Аренес                     | 2505              | Борботско (Ептахори)       | 500 07       | 24670 – 72     | 13           |
| Грамоща                    | 2507              | Грамоща                    | 522 00       | 24670 – 42     | 14           |
| Кастраки                   | 2510              | Косинец (Йеропиги)         | 520 50       | 24670 – 86     | 15           |